# 朱蔚嘉
朱蔚嘉，台灣歌仔戲樂師、作曲家，從小學習台灣歌仔戲音樂藝術，曾登台唱《比干取心》等老生戲，後改工文場（戲曲音樂的旋律部）。
參加台南市秀琴歌劇團、台中市五虎歌劇團等歌仔戲劇團的音樂工作多年，擔任文場領奏、電子琴，並為屏東縣潮州鎮明華園天字戲劇團、嘉義縣民雄鄉正明龍歌劇團做音樂，現在主要和明華園天字戲劇團、正明龍歌劇團合作。
歌仔戲音樂設計作品有：《罪》、《尪某情》（與柯銘峰合作音樂設計，柯銘峰做主弦，莊家煜吹笛簫管嗩吶，陳申南打鼓，閻循瑋導演，2002年5月10日在台北市中山堂世界首演，2002年8月14日在台南安平鹿耳門天后宮演出含扮仙吉慶戲的戶外場）、《燒餅皇帝》、《鍾馗傳奇》（黃建銘打鼓，莊家煜吹笛簫管嗩吶，柯銘峰主弦）、《三春暉》、《血染情》（柯銘峰主弦，黃建銘打鼓，張秀琴導演）、《范蠡獻西施》（王友輝編劇，柯銘峰主弦，柳信男打鼓，劉光桐導演）、《魅湖咒》（黃建銘打鼓，莊家煜吹笛簫管嗩吶，柯銘峰主弦，呂瓊珷導演，2006年12月9日在台南市世界首演）、《夕陽·英雄魂》（《抗日英雄盧石頭》）、《恨鎖天倫夢》、《再現廣播歌仔戲風華》、《弦月霜天》等。
她在自己的音樂設計作品中演奏電子琴。
《罪》和《鍾馗傳奇》由直屬台灣行政院文化建設委員會的國立傳統藝術中心錄製實況DVD出版。
《范蠡獻西施》首演實況DVD由台灣公共電視錄製出版。
《范蠡獻西施》和《血染情》得國家文化藝術基金會專案獎助。